# Giacomo Caliendo
|  | Dieser Artikel wurde auf den Seiten der Qualitätssicherung des Projektes Politiker eingetragen. Hilf mit, ihn zu verbessern, und beteilige dich an der Diskussion! Folgendes muss noch verbessert werden: seit sechs Jahren kein Artikel. Vielleicht erbarmt sich jemand hier in der QS --Schnabeltassentier (Diskussion) 11:10, 30. Jul. 2016 (CEST) |

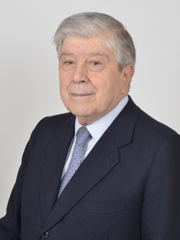
Giacomo Caliendo, 2018

Giacomo Caliendo (* 28. August 1942 in Saviano; † 30. März 2025 in Mailand) war ein italienischer Politiker der Partei Il Popolo della Libertà.

## Leben
Caliendo war Jurist und war stellvertretender Generalstaatsanwalt beim Obersten Kassationsgerichtshof Italiens. Am 13. April 2008 wurde er in den italienischen Senat gewählt, wo er bis 2013 Mitglied war. Er war von 2008 bis 2011 Staatssekretär im Justizministerium im Kabinett Berlusconi.

## Skandale
Er stand unter dem Verdacht, der Geheimloge P3 anzugehören.